# Тернопольская и Кременецкая епархия
Терно́польская и Кре́менецкая епа́рхия — епархия Украинской православной церкви, объединяет приходы и монастырь на территории Тернопольской области Украины.
Кафедральный город — Тернополь.

## История
28 октября 1940 года Патриарший местоблюститель митрополит Сергий (Страгородский) издал указ об образовании Западного экзархата в составе Волынской, Тернопольской, Галицкой, Гродненско-Виленской и Полесской епархий. Прежняя Волынская епархия разделялась на Волынско-Луцкую с центром в Луцке под управлением архиепископа Николая (Ярушевича), который становился экзархом, и Тернопольско-Галицкую во главе с архиепископом Алексием (Громадским), местом пребывания которого оставался Кременец.
На 1 января 1988 года на территории области было зарегистрировано 489 православных религиозных общин (280 священников), Почаевская лавра (51 монах).
Тернопольская епархия была образована 27 декабря 1988 года, будучи выделенной из состава Львовской.
В конце 1989 года униаты начали насильственный захват храмов, переданных советской властью Русской православный церкви в 1946 году в «бессрочное и бесплатное пользование», оскверняли их святыни. Православное духовенство и верующих вопреки закону выгоняли из храмов, лишали возможности проводить богослужения, вынуждали переходить в унию. Всё это происходило при бездеятельности или содействии местных властей.
21 декабря 1989 года решением Тернопольского областного совета кафедральный собор был передан греко-католикам, и они изгнали православных на следующий день. Православные были вынуждены перейти в тернопольскую церковь Рождества Христова, но начались нападения приверженцев УАПЦ, и община вновь была изгнана. Управлению епархии пришлось переместиться в дом, где ранее проживал священник, и такое положение продержалась до 23 января 1992 года.
8 марта 1993 года во главе с народным депутатом Украины Василием Червонием напали на епархиальное управление и ограбили его.
В 1997 году тернопольские власти передали помещения епархиального управления и домовой церкви общине УАПЦ, а приверженцев Московской патриархии по решению суда выселили. Прихожане перешли в недостроенный храм.
Новый кафедральный собор находится в стадии строительства.

## Епископы
- 28 октября 1940 — 25 ноября 1941 — Алексий (Громадский)
- 28 декабря 1988 — 10 апреля 1989 — Марк (Петровцы)
- 10 апреля 1989 — 11 февраля 1991 — Лазарь (Швец)
- с 17 февраля 1991 — Сергий (Генсицкий)

## Благочиннические округа
- Бучацкий
- Вишнивецкий
- Кременецкий
- Лановецкий
- Чортковский
- Шумский